# Norra Tjusts landsfiskalsdistrikt
Norra Tjusts landsfiskalsdistrikt var 1918–1964 ett landsfiskalsdistrikt i Kalmar län, bildat som Ukna landsfiskalsdistrikt när Sveriges indelning i landsfiskalsdistrikt trädde i kraft den 1 januari 1918, enligt beslut den 7 september 1917. När Sveriges nya indelning i landsfiskalsdistrikt trädde i kraft den 1 januari 1952 (enligt kungörelsen 1 juni 1951) ändrades distriktets namn till Norra Tjusts landsfiskalsdistrikt. Den 1 januari 1965 avskaffades i Sverige samtliga landsfiskaler och landsfiskalsdistrikt, och deras arbetsuppgifter delades upp på de nyskapade indelningarna polisdistrikt, åklagardistrikt och kronofogdedistrikt.
Landsfiskalsdistriktet låg under länsstyrelsen i Kalmar län.

## Ingående områden
När Sveriges nya indelning i landsfiskalsdistrikt trädde i kraft den 1 oktober 1941 (enligt kungörelsen den 28 juni 1941) tillfördes kommunerna Västra Ed, Östra Ed och Överum från det upplösta Lofta landsfiskalsdistrikt. När Sveriges nya indelning i landsfiskalsdistrikt trädde i kraft den 1 januari 1952 (enligt kungörelsen 1 juni 1951) ändrades indelningen av distriktets ingående områden genom tillförseln av Loftahammars landskommun från Gamleby landsfiskalsdistrikt (som samtidigt fick namnet Södra Tjust), samt genom ändringar i kommunala indelningen till följe av kommunreformen 1952.

### Från 1918
Norra Tjusts härad:
- Dalhems landskommun
- Gärdserums landskommun
- Hannäs landskommun
- Tryserums landskommun
- Ukna landskommun

### Från 1 oktober 1941
Norra Tjusts härad:
- Dalhems landskommun
- Gärdserums landskommun
- Hannäs landskommun
- Tryserums landskommun
- Ukna landskommun
- Västra Eds landskommun
- Östra Eds landskommun
- Överums landskommun

### Från 1 januari 1952
- Uknadalens landskommun
- Överums landskommun
- Tjust-Eds landskommun
- Loftahammars landskommun